# Акрон (компанія)
Акрон — російська хімічна група. Входить до числа провідних світових виробників мінеральних добрив. Головний офіс — у Великому Новгороді.

## Історія
Основні виробничі підприємства групи «Акрон» — ПАТ «Акрон» (Ця інформація базується в 1961 році) і ПАТ «Дорогобуж» (Ця інформація базується в 1965 році) — становили основу радянської галузі з виробництва мінеральних добрив [3] Після розпаду Радянського Союзу обидва підприємства були приватизовані, проведена великомасштабна реорганізація виробництв, перебудова господарської діяльності та структури управління підприємств, прийнята довгострокова програма реконструкції та розвитку. На початку 2000-х років компанія взяла курс на побудову вертикально інтегрованого холдингу, в результаті чого до складу групи увійшли логістичні та збутові компанії, а також підприємства з видобутку сировини. Для зміцнення своїх позицій на найбільшому світовому ринку мінеральних добрив — в Китаї — в 2005 році група придбала підприємство з виробництва складних добрив «Хунжі-Акрон» і створила в країні збутову мережу.